# بخش خارطوم بحری
بخش خرطوم بحری یک منطقهٔ مسکونی در سودان است که در خارطوم واقع شده‌است.